# Xiao Jiangang
Xiao Jiangang   (Lingui, 12 de novembre de 1972) és un aixecador de peses xinès, ja retirat, que va competir durant la dècada de 1990.
El 1996 va prendre part en els Jocs Olímpics d'Estiu d'Atlanta, on va guanyar la medalla de bronze en la categoria del pes ploma del programa d'halterofília.
En el seu palmarès també destaca una medalla d'or al Campionat del món d'halterofília de 1997.